# Schlacht um Arawe
Arawe –
Dexterity/Kap Gloucester –
Talasea –
Jacquinotbucht –
Wide Bay–Open Bay 

Die Schlacht um Arawe, auch Schlacht um Kap Merkus genannt, fand zwischen alliierten und japanischen Truppen während des Pazifikkriegs statt. Sie bildete den Auftakt des Neubritannienfeldzugs und war Teil der alliierten Operation Cartwheel. Ziel war es, von der später im selben Monat stattfindenden Landung bei Cape Gloucester abzulenken. Die japanischen Streitkräfte erwarteten eine feindliche Landung im Westen Neubritanniens und waren beim Beginn der Landung bei Arawe noch mit der Verstärkung ihrer dortigen Positionen beschäftigt. Nach einem Monat sporadischer Kämpfe gelang es den Alliierten, die zahlenmäßig deutlich unterlegenen Japaner aus dem Gebiet um Arawe zu vertreiben.
Ursprüngliches Ziel der Schlacht um Arawe war neben der Ablenkung der Japaner die Eroberung eines Hafens für PT-Schnellboote. Da ein solcher Hafen an dieser Stelle später als unnötig angesehen wurde, kam es nie zu seinem Bau. Zur Zeit der Landung befanden sich nur schwache, auf ausstehende Verstärkung wartende japanische Kräfte im Gebiet. Die erste Landung am 15. Dezember 1943 war trotz verschiedener organisatorischer Schwierigkeiten ein Erfolg. Die amerikanischen Truppen konnten schnell einen Brückenkopf errichten und befestigen. Japanische Lufteinheiten griffen die alliierten in den Tagen nach der Landung wiederholt großangelegt an. Ende Dezember traten auch die Bodeneinheiten des japanischen Heeres zu einem umfangreichen Gegenangriff an, der abgewehrt wurde. Mitte Januar, nach der Anlandung weiterer Infanteristen und Panzer führten die amerikanischen Truppen einen eigenen kurzen Angriff durch, mit dem sie die Japaner zurückdrängten. Diese zogen sich gegen Ende Februar im Zuge einer generellen Evakuierung Westneubritanniens zurück.
Historiker sind sich uneins, ob die Landung bei Arawe notwendig war. Während einige sie als nützliches Ablenkungsmanöver für die Landung bei Kap Gloucester sehen, argumentieren andere, dass die gesamte Schlacht um Neubritannien unnötig war und die eingesetzten Truppen an anderer Stelle mehr hätten bewirken können.

## Hintergrund

### Militärische Situation
Im Juli 1942 entschieden die amerikanischen Joint Chiefs of Staff (JCS, Vereinigte Stabschefs), dass das Hauptziel in den alliierten Befehlsbereichen South Pacific Area (SPA) und Southwest Pacific Area (SWPA) die Eroberung des wichtigen japanischen Stützpunktes Rabaul an der Ostspitze Neubritanniens sei. Ab August führten amerikanische und australische Streitkräfte eine Reihe von Offensiven auf Neuguinea und den Salomonen durch, um die dortigen japanischen Verbände zurückzudrängen und Flugfelder in Reichweite auf Rabaul zu errichten. Trotz starken Widerstands gelang es den Japanern langfristig nicht, die alliierten Offensiven zu stoppen.
Im Juni 1943 begann die großangelegte alliierte Offensive Operation Cartwheel mit dem Ziel, Rabaul auszuschalten. Während der nächsten fünf Monate rückten amerikanisch-australische Truppen unter dem Oberbefehl von General Douglas MacArthur entlang der Nordostküste Neuguineas vor und eroberten den strategisch wichtigen Ort Lae und die Huon-Halbinsel. Amerikanische Einheiten unter dem Befehl von Admiral William F. Halsey gingen parallel, von Guadalcanal ausgehend, auf den Salomonen vor und errichteten im November ein Flugfeld auf Bougainville. Bereits im Juni waren die JCS zu dem Schluss gekommen, dass eine tatsächliche Eroberung Rabauls kein vorrangiges Ziel sein müsste, da der japanische Stützpunkt durch eine Seeblockade und wiederholte Luftangriffe neutralisiert werden könne. MacArthur stand dieser Entscheidung kritisch gegenüber, musste sich aber schlussendlich dem Urteil der Combined Chiefs of Staff (CCS, Gemeinsame Stabschefs) beugen, die auf der Quadrant-Konferenz im August zu dem Schluss kamen, dass die JCS mit ihrer Einschätzung richtig lägen.

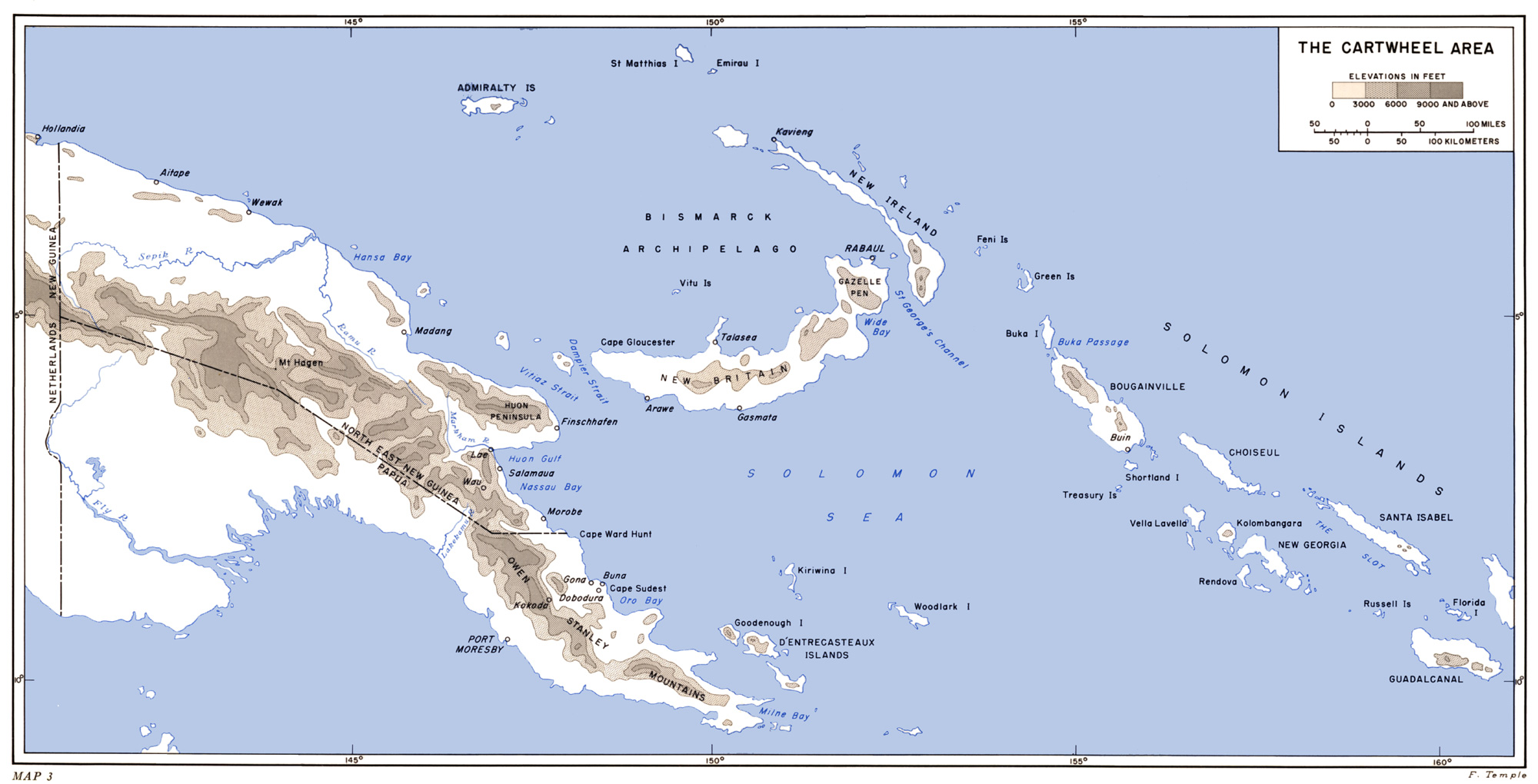
Das Gebiet, in dem die Operation Cartwheel lief

Das japanische Generalhauptquartier bewertete die Situation im Südwestpazifik Ende September 1943 und sah in den alliierten Offensiven einen Versuch, über die nördlichen Salomonen und den Bismarck-Archipel durch den äußeren strategischen Verteidigungsring zu dringen und in den folgenden Monaten im westlichen und zentralen Pazifik auf den inneren vorzustoßen. Um dies zu verhindern oder den feindlichen Vormarsch zumindest zu verlangsamen, wurden strategisch wichtige Orte identifiziert und gezielt mit Truppen verstärkt. Da die Japaner Rabaul für eines der Hauptziele hielten, wurden besonders dort starke Verbände stationiert. Zu dieser Zeit bestanden die japanischen Positionen im westlichen Neubritannien aus kleineren Flugfeldern bei Kap Gloucester und mehreren Zwischenstationen, in denen kleinere Schiffe, die zwischen Neubritannien und Neuguinea verkehrten, sich vor alliierten Luftangriffen verbergen konnten.
Am 22. September 1943 erteilte MacArthurs General Headquarters (GHQ, Generalhauptquartier) der Alamo Force unter Lieutenant General Walter Krueger den Befehl, den Westen Neubritanniens und die umliegenden Inseln zu sichern. Der Befehl umfasste zwei Ziele: Erstens sollten Stützpunkten für PT-Schnellboote und Fliegereinheiten errichtet und zweitens so die Vitiaz-Straße und die Dampierstraße zwischen Neubritannien und Neuguinea für alliierte Konvois gesichert werden, die die Operationen an der Nordküste letzterens unterstützten. Zu diesem Zweck sollten Kap Gloucester und Gasmata an der Südküste Neubritanniens erobert werden. Dieser Teil der Schlacht um die Insel erhielt den Codenamen Operation Dexterity. Für die Landung bei Kap Gloucester wurde die 1st Marine Division und für Gasmata ein Teil der 32nd Infantry Division ausgewählt.
Bereits vor dem Beginn der Operationen kam es unter höheren alliierten Befehlshabern zu Diskussion über die Sinnhaftigkeit einer Landung in Westneubritannien. Generallieutenant George Kenney, Befehlshaber der alliierten Luftstreitkräfte im Südwestpazifik sprach sich klar gegen eine Landung aus und begründete dies damit, dass seine Flieger die Flugfelder bei Kap Gloucester nicht benötigten. Die bestehenden Stützpunkte in Neuguinea reichten aus, um die geplanten Operationen in der Region zu unterstützen. Im Gegensatz hierzu unterstützten Vice Admiral (Vizeadmiral) Arthur S. Carpender, Befehlshaber der United States Seventh Fleet (7. US-Flotte) und der alliierten Seestreitkräfte im Südwestpazifik und Rear Admiral (Konteradmiral) Daniel E. Barbey, Kommandeur der Task Force 76 (TF 76) die Kap-Gloucester-Landung, um beide Seiten der dortigen Meerengen besetzt zu halten. Die Operation bei Gasmata lehnten sie wie Kenney ab, da der Ort zu nahe an den japanischen Flugfeldern bei Rabaul läge und eine Landung so unabwägbare Risiken berge. Die Bedenken Kenneys und der Marineoffiziere führten gemeinsam mit Aufklärungsberichten über eine Verstärkung der dortigen Garnison zur Absage der Pläne gegen Gasmata.
Am 21. November trafen sich das GHQ, Kenney, Carpender und Barbey in Brisbane und beschlossen dort, eine kleinere Einheit bei Arawe anzulanden. Sie beschlossen dort ebenfalls drei grundsätzliche strategische Ziele der Landung. Erstens sollten die Japaner dazu gebracht werden, unter anderem von Kap Gloucester Truppen abzuziehen, ein Stützpunkt für PT-Schnellboote und ein Verteidigungsring zur dauerhaften Sicherung des Brückenkopfes sollten entstehen. Von diesem Verteidigungsring ausgehend sollte nach deren Landung so schnell wie möglich Kontakt zu den Marineinfanteristen bei Kap Gloucester aufgebaut werden. Die Schnellboote sollten von Arawe aus den japanischen Kleinschiffsverkehr an der Südküste Neubritanniens unterbinden und so die Verlegung von Truppen und Material über See verhindern.

## Gelände

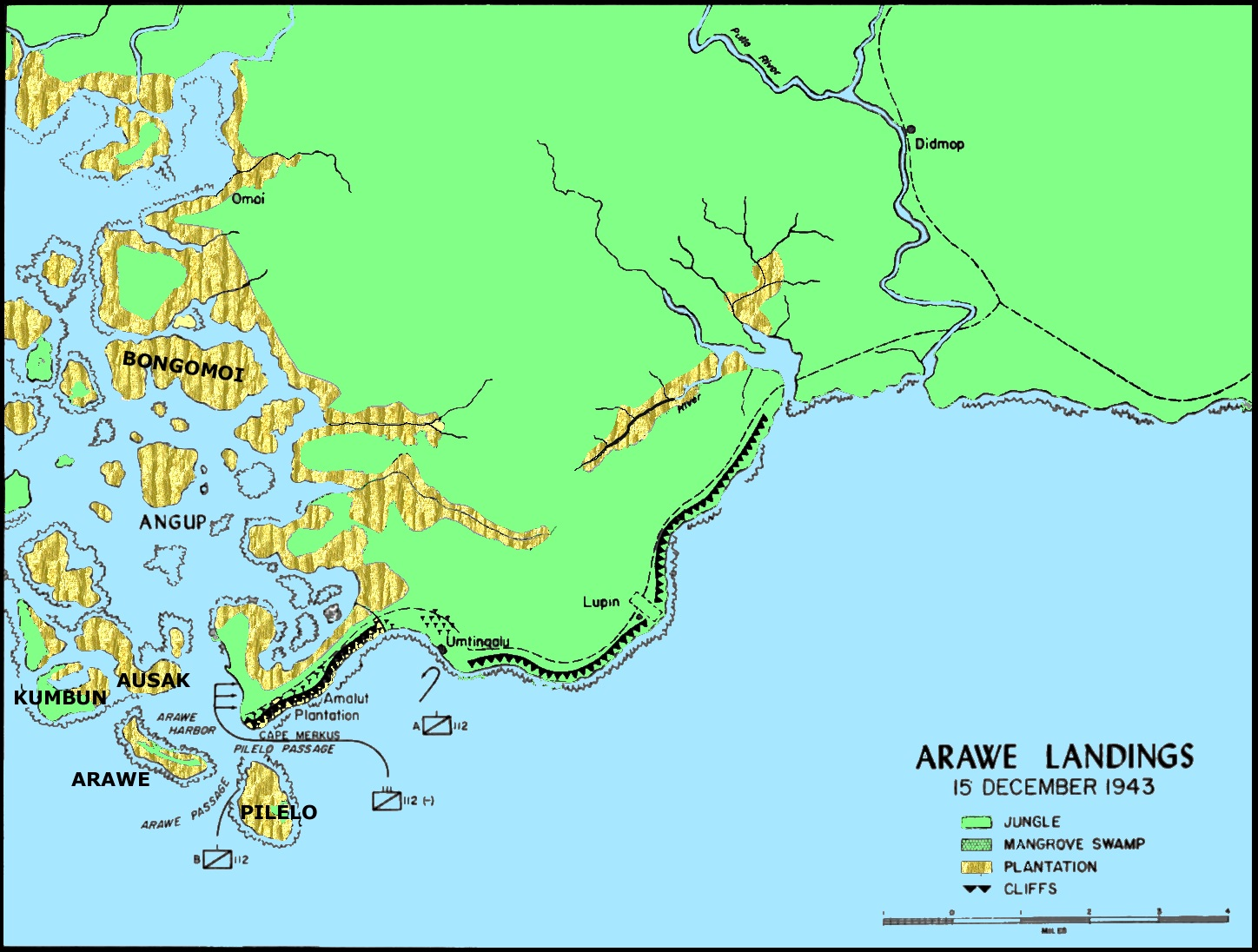
Geländekarte des Gebiets um Arawe

Arawe und seine Umgebung liegen an der Südküste Neubritanniens, etwa 160 km von der Westspitze der Insel entfernt. Geographisch bestimmend ist das Kap Merkus, das in der L-förmigen Arawe-Halbinsel ausläuft. Mehrere kleinere Inseln, die als Arawe-Inseln bezeichnet werden, liegen südwestlich des Kaps.
Ende 1943 war die Arawe-Halbinsel mit Kokospalmen bewachsen, die Teil der Amalut-Plantage waren. Weiter im Inland dominierte sumpfiges Terrain. Die Küstenlinie bestand an den meisten Abschnitten aus Kalksteinklippen, was Landungen nur in einem eingeschränkten Bereich ermöglichte. Ein kleines ungenutztes Flugfeld lag 6,4 km östlich der Halbinsel und ein Küstenweg erstreckte sich von Kap Merkus bis zum Fluss Pulie, wo er sich in einen an der Küste weiter und einen ins Inland führenden Weg aufteilte. Das Gelände westlich der Halbinsel war nicht erschlossen und bestand aus Dschungel und Sümpfen, was Truppenbewegungen erheblich erschwerte. Als am besten für die Landung geeignet wurden ein House Fireman genannter Strandabschnitt im Westen und die Küste bei dem Dorf Umtingalu im Osten der Halbinsel identifiziert.

## Vorlauf

### Planungen
Die Alamo Force zeichnete verantwortlich für die Koordination der Pläne zur Invasion Westneubritanniens. Sie legte den 15. Dezember als Datum der Landung bei Arawe fest, da dieses als frühestmöglicher Zeitpunkt der Inbetriebnahme der Flugfelder um Nadzab auf Neuguinea galt, von wo aus Luftunterstützung geflogen werden sollte. Es lag darüber hinaus so weit in der Zukunft, dass es den geplanten Truppen genügend Zeit gab, sich ausreichend auf den Einsatz vorzubereiten. Da er Arawe für nur schwach verteidigt hielt, entschied sich Krueger dafür, weniger Truppen einzusetzen als dies noch bei Gasmata geplant war. Die Einheit, die den Einsatznamen Director Task Force erhielt, wurde auf der Goodenough-Insel konzentriert, wo sie sämtliche nicht unmittelbar für die bevorstehenden Kämpfe benötigte Ausrüstung abgeben musste. Logistiker empfahlen den Angriffskräften, Verpflegung für 30 und Munition für drei Tage intensiver Kämpfe mitzuführen. Nach der Landung sollten die Vorräte auf 60 Tage Verpflegungsrationen und sechs Tage allgemeine Munition ohne solche für Flugabwehrgeschütze, deren Bevorratung zehn Tage betragen sollte, aufgestockt werden. Die Landung sollte von schnellen Schiffen aus erfolgen, die schnell entladen werden konnten, um sich zügig von der Küste zurückzuziehen.
Der Befehlshaber der PT-Schnellboote im Südwestpazifik, Morton C. Mumma hielt die Errichtung eines Stützpunktes für seine Boote bei Arawe für unnötig, da er bereits über ausreichende Kapazitäten in der Region verfüge und die japanischen Küstentransporte in der Regel die Nordküsten nutzten. Er trug diese Einschätzung Barbey und Carpender vor, die ihm hiernach zustimmten. Sie beschlossen, dass anstelle dessen sechs Schnellboote jede Nacht von Dreger Harbor auf Neuguinea und Kiriwina aus entlang der Südküste östlich Arawes patrouillieren und bei Arawe selbst nur Anlagen zur Betankung der Boote im Notfall eingerichtet werden sollten.
Brigadier General Julian W. Cunningham, der die Director Task Force führte, gab den Landungsbefehl am 4. Dezember an seine Truppen aus. Dabei definierte er das Ziel, dass die Arawe-Halbinsel und die umliegenden Inseln unmittelbar besetzt werden sollten. Der Hauptteil der Truppen sollte hierzu bei Tagesanbruch am House-Fireman-Strand landen. Zwei kompaniegroße Einheiten sollten etwa eine Stunde vor der Hauptlandung mehrere kleinere Landungen durchführen. Eine sollte die Insel Pilelo besetzen, da dort eine japanische Aufklärungsstation und Verteidigungspositionen vermutet wurden, die den Naturhafen Arawes beherrschen könnten. Die zweite Einheit sollte bei Umtingalu landen und den Küstenweg östlich der Halbinsel blockieren. Nach der Errichtung eines Brückenkopfes sollten amphibisch angelandete nächtliche Patrouillen nach Westen vorstoßen, um möglichst schnell Kontakt zu den einige Tage später landenden Marineinfanteristen herzustellen. Die Offiziere der US Navy im Planungsstab äußerten Bedenken gegen diese Patrouillen, da sich eine nächtliche Landung bei Lae im September als sehr kompliziert erwiesen hatte.

### Streitkräfte
Die Director Task Force konzentrierte sich um das 112th Cavalry Regiment (112. Kavallerieregiment) der US Army. Dieses Regiment befand sich seit August 1942 im Pazifikraum, war aber noch nicht zu Kampfeinsätzen gekommen. Im Mai 1943 wurde es offiziell abgesattelt und in eine Infanterieeinheit umgewandelt. Am 23. war sie Teil der Kräfte, die kampflos die Insel Woodlark besetzten. Aufgrund seines Charakters eines Kavallerieregiments war es kleiner und schwächer als die regulären Infanterieregimenter, da es nur über zwei bataillonsgroße Schwadronen anstatt dreier vollwertiger Bataillone verfügte. Die Schwadronen waren etwas kleiner als ein Standardbataillon und leichter bewaffnet. Zur Unterstützung waren der Director Task Force das mit M2A1-Haubitzen ausgestattete 148th Field Artillery Battalion (148. Feldartilleriebataillon) und die 59th Engineer Company (59. Pionierkompanie) zugeordnet. Weitere Kampfeinheiten waren das 470th Anti-aircraft Artillery Battalion (Automatic Weapons) (470. Luftabwehrbataillon (automatische Waffen)), der Großteil des 236th Anti-aircraft Artillery Battalion (Searchlight) (236. Luftabwehrbataillon (Suchscheinwerfer)), eine Kompanie des 1st Amphibious Tractor Battalion (1. Amphibienschlepperbataillon) und eine Hundestaffel. Als Reserve wurde ein Bataillon des 158th Infantry Regiment abgestellt. Eine Reihe weiterer Unterstützungseinheiten sollte nach dem Abschluss der Landungen bei Arawe eintreffen. Cunningham forderte zusätzlich eine Batterie 90-mm-Flugabwehrgeschütze an, die aber nicht zur Verfügung standen. Die US Navy würde parallel zu den Kampftruppen eine Einheit anlanden und dort bis zur endgültigen Sicherung des Brückenkopfes belassen.

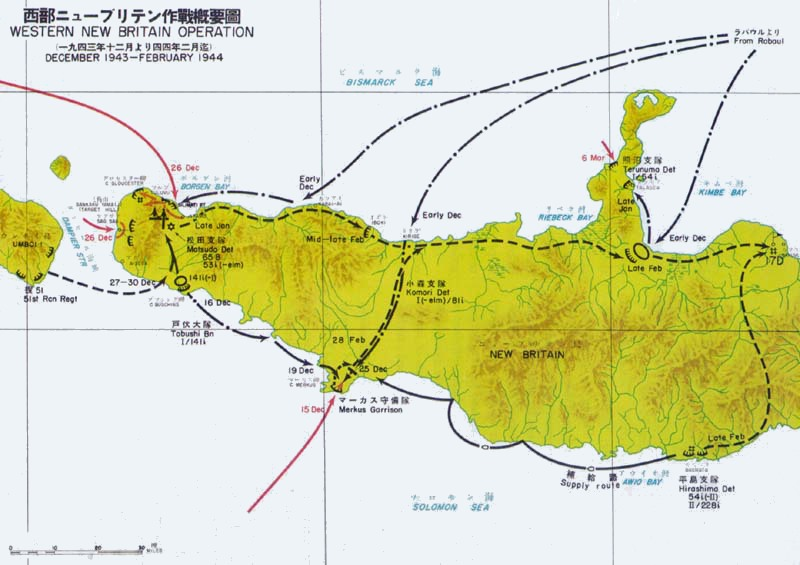
Bewegungen japanischer Streitkräfte im Westen Neubritanniens Ende 1943 und Anfang 1944 sowie die Positionen der alliierten Landungen

Unterstützung für die Director Task Force sollte von alliierten Luft- und Marineeinheiten kommen. Die Marinekräfte wurden hierzu von der TF 76 abgezogen und bestanden aus den amerikanischen Zerstörern Conyngham, der Barbeys Flaggschiff stellte, Shaw, Drayton, Bagley, Reid, Smith, Lamson, Flusser und Mahan. Zum Transport sollten die Zerstörer Humphreys und Sands eingesetzt werden. Die restlichen Marineeinheiten umfassten das australische Landing Ship, Infantry Westralia, das Docklandungsschiff Carter Hall, das Zerstörermutterschiff Rigel, drei LST, zwei Schnellboote, zwei U-Jäger und drei Schlepper. Fliegerkräfte der United States Army Air Forces (USAAF) und der Royal Australian Air Force (RAAF) sollten unter dem Kommando der Fifth Air Force (5. Luftflotte) die Landungen unterstützen. Es war allerdings bereits absehbar, dass diese Einheiten nach dem 15. Dezember nur noch eingeschränkt verfügbar wären, da sie strategische Angriffe gegen andere japanische Stützpunkte fliegen sollten.
Bereits versteckt auf der Insel befindliche australische Küstenbeobachter wurden im September und Oktober 1943 verstärkt, um mögliche von Rabaul ausgehende Angriffe auf die in Landung befindlichen Truppen frühzeitig zu melden und Informationen über Truppenbewegungen und Transportverbände zu sammeln. Insgesamt wurde der bereits auf Neubritannien befindliche Trupp um fünf weitere verstärkt, wobei einer auf dem Weg nach Gasmata von den Japanern entdeckt und ausgeschaltet wurde. Bis Ende Oktober waren alle verbliebenen Küstenbeobachter an ihren vorgesehenen Positionen in Stellung gegangen.
Zum Zeitpunkt der Landungen wurde das Gebiet um Arawe nur von einer kleinen japanischen Einheit verteidigt, deren Verstärkung sich aber bereits auf dem Weg befand. Die Einheit wurde aus zwei temporär geformten Kompanien der 51. Division gebildet und bestand aus 120 Seeleuten und Soldaten. Die ausstehenden Verstärkungen stammten von der 17. Division, die im Oktober von China nach Rabaul verlegt worden war, um Westneubritannien zu verteidigen. Die sie transportierenden Konvois waren von amerikanischen U-Booten und Bombern angegriffen worden, wobei 1.173 Mann ums Leben kamen. Das 1. Bataillon des 81. Infanterieregiments erhielt nach der Ankunft die Aufgabe, Kap Merkus zu verteidigen. Die Reorganisation des Bataillons zog sich, nachdem das es transportierende Schiff versenkt worden war, bis in den Dezember hin, weshalb es nicht früher zu seinem Ziel hin abrückte. Zusätzlich mussten zwei seiner Schützenkompanien die meisten ihrer schweren Waffen an die 8. Regionalarmee in Rabaul abgeben. Das ausrückende Bataillon bestand schlussendlich aus seinem Hauptquartier, zwei Schützenkompanien und einem Maschinengewehrzug. Bei Beginn der alliierten Landungen war das unter dem Befehl von Major Komori Masamitsu stehende Bataillon noch vier Tagesmärsche von Arawe entfernt. Eine Kompanie des 54. Infanterieregiments sowie einige Pioniere und andere kleinere Einheiten sollten zusätzlich nach Arawe verlegen. Den Oberbefehl über die Truppen hatte General Matsuda Iwao, der sein Hauptquartier bei Kap Gloucester hatte. Die Lufteinheiten in Rabaul waren in den vorangegangenen Monaten durch alliierte Angriffe und die Verlegung der 7. Fliegerdivision nach Neuguinea geschwächt worden. Die 11. Luftflotte der japanischen Marine verfügte zum Zeitpunkt der Landungen in Rabaul über etwa 100 Jagdflugzeuge und 50 Bomber.

### Vorbereitende Operationen
Da die Alliierten nur über wenige Geländekarten Neubritanniens verfügten und auch die exakten Positionen japanischer Stellungen unbekannt waren, flogen sie in der Zeit vor den Landungen intensive Aufklärungsmissionen zur Erstellung von Luftaufnahmen und setzten mit PT-Schnellbooten kleine Erkundungsteams ab. Ein solches Team erkundete in der Nacht vom 9. auf den 10. Dezember Arawe und meldete anschließend, dass sich dort nur wenige japanische Truppen aufhielten. Die Entdeckung der amerikanischen Soldaten durch die Japaner bei Umtingalu führte zur Verstärkung ihrer dortigen Verteidigungspositionen.
Der Operation Dexterity gingen intensive Luftangriffe zur Zerschlagung der japanischen Fliegerkräfte bei Rabaul voraus. Vom 12. Oktober bis Anfang November flog die Fifth Air Force regelmäßige Luftangriffe auf die Flugfelder in der Umgebung der Stadt sowie auf im Hafen liegende Schiffe. Am 5. und 11. November griffen auch trägergestützte Flugzeuge der US Navy Rabaul an, um zu verhindern, dass von dort aus Störmanöver gegen die alliierte Landung auf Bougainville ausgeführt werden konnten.
Am 13. November begannen vorbereitende Luftangriffe in Westneubritannien. Um die Japaner nicht aufmerksam zu machen, wurden nur wenige Angriffe auf das Gebiet um Arawe geflogen, die wie zufällig wirken sollten. Dagegen wurden Gasmata und die Plantagen Ring Ring und Lindenhafen an der Südküste schwer getroffen. Den ersten Angriff auf Arawe gab es am 6. Dezember, einen zweiten am 8. Bei beiden gab es nur spärliches Abwehrfeuer. Am 14. Dezember setzten schwere Luftangriffe ein. Alliierte Flugzeuge flogen an diesem Tag 273 Einsätze gegen die Südküste. Bereits in der Nacht vom 29. auf den 30. November hatte die aus insgesamt vier amerikanischen und australischen Zerstörern bestehende Task Force 74.2 Gasmata und Umgebung beschossen.
Anfang Dezember war die Director Task Force auf der Goodenough-Insel konzentriert. Das 112th Cavalry Regiment war am 24. November für die Landung eingeteilt und von Woodlark nach Goodenough transportiert worden. Bis zum 2. Dezember war es komplett auf der Insel eingetroffen. Ein Übungsdurchlauf der kompletten Landung fand am 8. Dezember auf der Insel statt und offenbarte, dass es Probleme bei der Koordination der einzelnen Landungswellen gab und nicht alle Offiziere ausreichend in amphibischer Kriegsführung geschult waren. Der kurz bevorstehende Operationsbeginn ließ keine Gegenmaßnahmen mehr zu. Die Einheiten wurden auf Goodenough mit neuen Infanteriewaffen wie der Browning Automatic Rifle, Maschinenpistolen, Bazookas und Flammenwerfern ausgerüstet. Eine Ausbildung an diesen neuen Waffen erfolgte aber nur ungenügend.
Die Landungstruppen schifften sich am Nachmittag des 13. Dezember ein, gegen Mitternacht lief der Konvoi aus. Bei Buna traf er sich mit dem Großteil seines Geleitschutzes und fuhr von dort in einem Ablenkungsmanöver zunächst nach Norden in Richtung Finschhafen, bevor er nach Sonnenuntergang am 14. Dezember Kurs auf Arawe setzte. Kurz bevor er dort vor Anker ging, entdeckte ihn ein japanisches Flugzeug am 15. gegen 3:30 Uhr, woraufhin die 11. Luftflotte mit den Vorbereitungen für einen Angriff begann.

## Schlacht

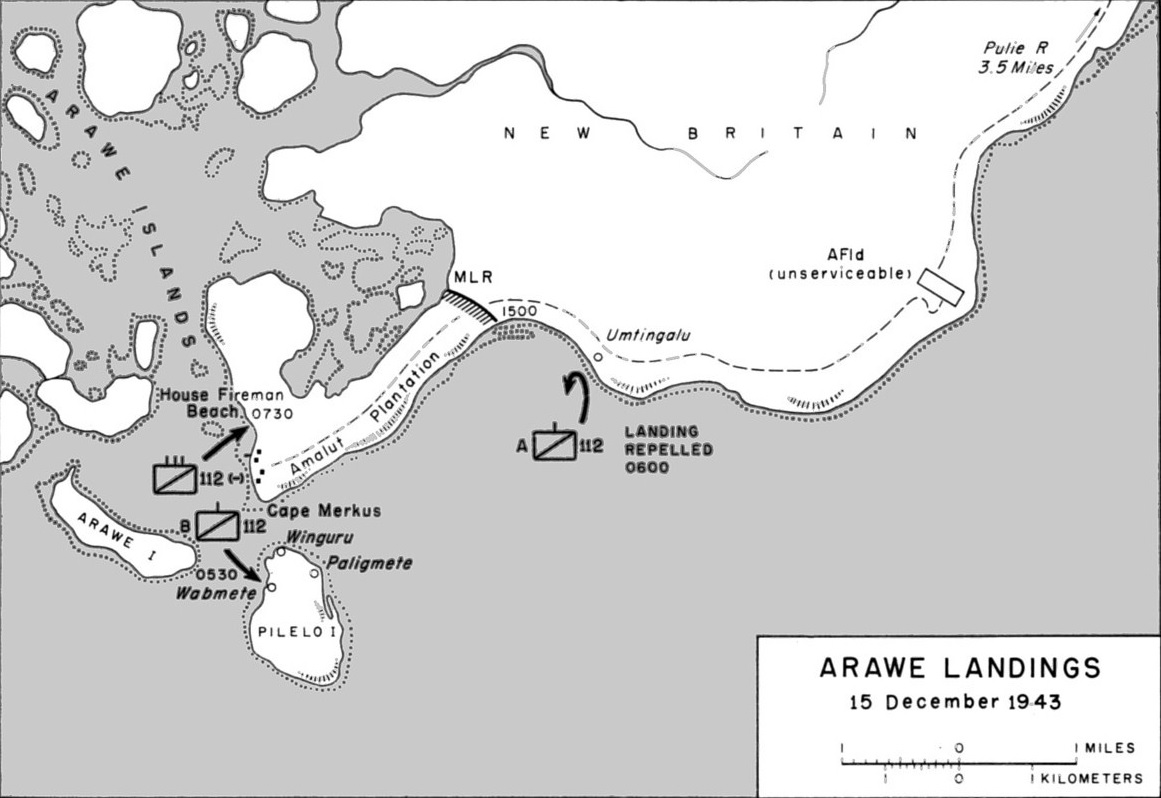
Taktische Karte der alliierten Landungen bei Arawe

### Landungen
Kurz nach der Ankunft vor Arawe ließ die Carter Hall LVTs und die Westralia Landungsboote zu Wasser, die von speziell ausgebildetem Heeres- und Marineinfanteriepersonal gesteuert wurden. Beide Schiffe verließen die Küste um 5 Uhr wieder in Richtung Neuguinea. Die zum Transport eingesetzten Zerstörer machten etwa 900 m vor Umtingalu und Pilelo fest und schifften die Landungssoldaten der A und B Company in Schlauchbooten aus.
Der auf Umtingalu zusteuernden A Company gelang es nicht, erfolgreich anzulanden, da sie gegen 5:25 Uhr unter schweres Feuer geriet und zwölf ihrer 15 Schlauchboote sanken. Da sie nicht genau ausmachen konnten, ob die noch auf dem Wasser befindlichen eigenen Soldaten in der Schusslinie lägen, begann die zur Unterstützung eingesetzte Shaw nicht vor 5:42 Uhr das Feuer auf die Japaner zu eröffnen. Danach gelang es ihr allerdings, den feindlichen Beschuss mit zwei gezielten Salven ihrer 130-mm-Geschütze erlöschen zu lassen. Die überlebenden Amerikaner wurden von kleineren Booten aus dem Wasser geholt und zu ihren Schiffen zurückgebracht. Später landeten sie am House-Fireman-Strand. Sie verloren zwölf Tote, vier Vermisste und 17 Verwundete.
Im Gegensatz zu Umtingalu gelang die Landung auf Pilelo. Ursprünglich sollte sie bei dem Ort Paligmete im Osten der Insel stattfinden, da dort eine japanische Funkstation vermutet wurde. Nachdem die A Company unter Feuer geraten war, wurde die Landung an die Westküste verlegt, um nicht ebenfalls beschossen zu werden. Nachdem sie widerstandslos angelandet war, rückte die B Company nach Osten vor und traf bei dem Dorf Winguru an der Nordküste auf eine kleine japanische Einheit, die sich in zwei Höhlen verschanzt hatte und die Amerikaner unter Feuer nahm. Zehn Soldaten wurden abgestellt, um diese auszuräumen, während die restliche Kompanie weiter auf Paligmete vorging. Das Dorf verfügte weder über die vermutete Funkstation noch über eine japanische Besatzung und konnte so kampflos genommen werden. Daraufhin ging der Großteil der Truppen auf Winguru zurück und griff die dortigen Japaner mit Bazookas und Flammenwerfern an. Bei den Schusswechseln starben ein Amerikaner und alle sieben Japaner. Soldaten der RAAF landeten noch am selben Tag auf Pilelo und errichteten dort innerhalb von 48 Stunden eine Radarstation und nahmen sie in Betrieb.
Die 2nd Squadron (2. Schwadron) des Regiments landete am Strandabschnitt House Fireman. Schwierigkeiten, die LVTs in Formation zu bringen verzögerten die Landung, weshalb die erste Welle erst um 7:28 Uhr statt wie geplant um 6:30 Uhr den Strand betrat. Zwischen 6:10 und 6:25 Uhr hatten amerikanische Zerstörer die japanischen Stellungen mit rund 1.800 Schuss bombardiert und im Anschluss flogen North American B-25 für einige Zeit Patrouille über dem Gebiet. Durch die Verzögerung der Landung gab es während dieser zunächst kein Deckungsfeuer mehr und die LVTs gerieten unter Maschinengewehrbeschuss. Daraufhin von dem U-Jäger SC-742 und zwei DUKW abgeschossene Raketen konnten das Feuer stoppen. Auch die weiteren Landungswellen verzögerten sich, die Soldaten der ersten Welle konnten sich aber am Strand halten, da sie dort auf nur geringen Widerstand stießen. Ursprünglich war geplant, auf die erste vier weitere Wellen im fünfminütigen Takt anzulanden. Tatsächlich ging die zweite Welle erst 25 Minuten nach der ersten an Land und die drei folgenden gemeinsam noch einmal 15 Minuten später. Innerhalb von zwei Stunden nach den Landungen hatten sich alle größeren alliierten Schiffe mit Ausnahme der Conyngham wieder aus dem Gebiet zurückgezogen. Diese rettete weiterhin Überlebende des missglückten Landungsversuchs bei Umtingalu und verließ die Küste später am selben Tag.
Nach der Landung gelang es den amerikanischen Truppen zügig, die Halbinsel zu sichern. Ein zur Spitze der Halbinsel geschickter Stoßtrupp traf auf lediglich verstreuten Widerstand japanischer Wacheinheiten. Beim Ausräumen einer befestigten Höhle im Osten der Halbinsel wurden mehr als 20 Japaner getötet, die restlichen lokalen Einheiten zogen sich in Richtung Osten zurück. Gegen 14:30 Uhr erreichte das 2nd Squadron die Halbinselbasis und begann dort mit der Errichtung einer Hauptverteidigungslinie. Bis zum Tagesende waren 1.600 alliierte Soldaten an Land gegangen. Die zwei bei Arawe stationierten japanischen Kompanien zogen sich geordnet in Richtung Nordosten zurück und errichteten Stellungen bei Didmop am Pulie, etwa 13 km von der Hauptverteidigungslinie entfernt. Das Marinepersonal, das Umtingalu verteidigt hatte, zog sich ungeordnet ins Inland zurück.
Die vor Arawe liegenden Schiffe waren gegen 9 Uhr, noch vor ihrem Rückzug, von japanischen Fliegern angegriffen worden. Acht Sturzkampfbomber vom Typ Aichi D3A, eskortiert von 56 Mitsubishi-A6M-Jagdflugzeugen umgingen den alliierten Jagdschutz aus 16 Lockheed P-38 und griffen die Landungsboote an, die gerade den ersten Nachschub an Land brachten. Die abgeworfenen Bomben trafen keines der Boote. Die Japaner erlitten hierbei selber ebenfalls keine Verluste. Bei einem zweiten Angriff gegen 11:15 Uhr wurde eine A6M von P-38 abgeschossen und gegen 18 Uhr drängten vier P-38 einen Verband aus 30 A6M und 12 Mitsubishi G4M sowie Ki-21 ab. Bei diesem letzten Angriffsversuch gingen zwei A6M verloren, die Piloten konnten sich aber retten.

### Luftangriffe und Errichtung eines Brückenkopfes
Während die Bodentruppen in den folgenden Tagen auf keinen Widerstand stießen, kam es zu wiederholten Luftangriffen auf die Nachschubkonvois. Der zweite, Arawe am 16. Dezember anlaufende Konvoi verlor bei fortgesetzten Angriffen das Transportschiff APc-21. Der U-Jäger SC-743, der Minensucher YMS-50 und vier LCTs wurden beschädigt, es gab 42 Tote und Verwundete. Ein weiterer Konvoi wurde am 21. Dezember drei Mal durch Sturzkampfbomber angegriffen, als er bei Arawe entladen wurde. An diesem Tag kamen mindestens 150 japanische Flugzeuge zum Einsatz. Luftangriffe erfolgten auch am 26., 27. und 31. Dezember. Die eingesetzten Küstenbeobachter sorgten in den meisten Fällen für eine Vorwarnzeit von 30 bis 60 Minuten, wodurch die alliierten Luftstreitkräfte häufig erfolgreiche Abfangeinsätze starten konnten. Zwischen dem 15. und dem 31. Dezember wurden über und nahe Arawe mindestens 24 japanische Bomber und 32 Jäger abgeschossen. In derselben Zeit flogen alliierte Flieger Angriffe auf die Flugfelder von Rabaul und Madang auf Neuguinea, die sie als Ausgangspunkte der japanischen Angriffe gegen Arawe vermuteten. Am 17., 19. und 23. Dezember wurden 14 japanische Jäger über Rabaul abgeschossen. Neben den Luftangriffen behinderten auch Staus und schlechte Koordination am Strandabschnitt House Fireman den Nachschub der Alliierten. Die für die Entladung eingesetzten Männer waren unerfahren und zu wenige, weshalb manche Transporter wieder abfuhren, ohne vollständig entladen zu sein.

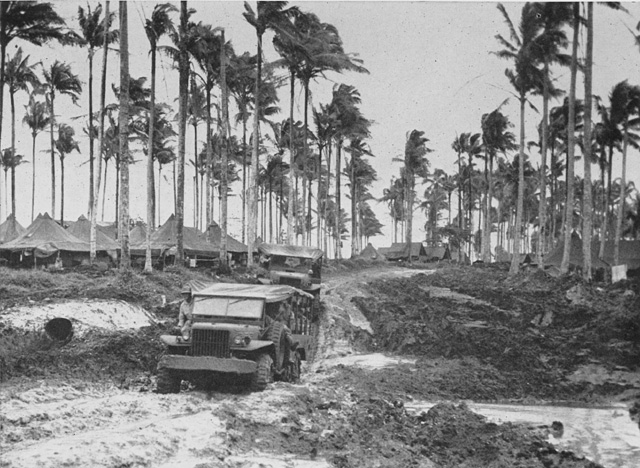
Zwei amerikanische Lastwagen bei Arawe, Dezember 1943 oder Anfang 1944

Die schweren Verluste der japanischen Fliegerkräfte in den Kämpfen über Arawe, Kap Gloucester und Rabaul führten dazu, dass sie ab dem 1. Januar 1944 nur noch kleinere nächtliche Angriffe flogen. Häufig wurden sie bereits durch alliierte Angriffe auf ihre eigenen Stützpunkte, die sich den ganzen Januar und Februar über hinzogen, ausgelastet. Nach der Aufstellung von 90-mm-Flugabwehrgeschützen bei Arawe am 1. Februar kam es kaum noch zu japanischen Angriffen. Insgesamt konnten die Angriffe den alliierten Nachschub weder stoppen noch entscheidend stören. In den drei Wochen nach der Landung wurden 5.703 t Nachschub sowie 541 Artilleriegeschütze und Fahrzeuge nach Arawe verbracht. Am 20. Februar erfolgte der permanente Abzug der japanischen Marinefliegerkräfte auf Neubritannien nach Truk, was jegliche ernst zu nehmende Bedrohung aus der Luft auf Neubritannien praktisch ausschloss.
Im Anschluss an die Landung errichtete die 59th Engineer Company erste Einrichtungen zur Logistikabwicklung im Gebiet. Aufgrund der Luftangriffe erhielt ein unterirdisch anzulegendes Lazarett, das im Januar 1944 fertiggestellt wurde, oberste Priorität. Im April wurde es durch ein oberirdisch angelegtes Hospital mit 120 Betten ersetzt. Auf Pilelo wurden die geplanten Anlagen zur Unterstützung der PT-Schnellboote errichtet, darunter ein Pier zum Auftanken und verstreute Treibstoffbunker. Ein 52 m langer Pier entstand zwischen dem 26. Februar und dem 22. April auch am House-Fireman-Strand. Er war auf die Abfertigung kleinerer Schiffe ausgerichtet, während etwas nördlich zusätzlich drei Anleger für LCTs entstanden. Am 13. Januar erfolgte das Einebnen eines 280 m × 30 m großen Flugfeldes, um von dort aus Flugzeuge zur Artilleriebeobachtung zu starten. Später wurde es vergrößert und mit Korallensand befestigt. Insgesamt 8 km allwettertaugliche Straßen sowie eine Reihe von Frischwasserbrunnen entstanden. Auf Pilelo übernahm eine Meerwasserentsalzungsanlage die Versorgung der Soldaten mit Süßwasser. Ein fortwährender Mangel an Baumaterialien verzögerte viele der Projekte und zwang die Pioniere zur Improvisation und Abfallverwertung.
Die Bodentruppen verstärkten ihre Defensivpositionen in den Wochen nach der Invasion. Da bei dem gescheiterten Landungsversuch bei Umtingalu alle Waffen und andere nicht am Körper getragene Ausrüstung verloren gegangen waren, wurde Ersatz am Nachmittag des 16. Dezember per Fallschirm über dem Brückenkopf abgeworfen. Die A Company erhielt zusätzlich 50 Mann Ersatzpersonal. Die B Company wurde in den auf die Landung folgenden Tage fast vollständig von Pilelo ans Festland verlegt. Um freies Schussfeld zu haben, rodeten die Truppen die Vegetation vor ihrer Hauptverteidigungslinie und verlegten dort Landminen. Auch ein Netz aus Telefonkabeln wurde verlegt. Eine lose Reserveverteidigungslinie wurde näher an Kap Merkus errichtet und Patrouillen kontrollierten die Küsten, um das Eindringen japanischer Stoßtrupps in den rückwärtigen Bereich zu verhindern. Dabei stießen sie auf zwischen zehn und zwanzig Japaner und töteten diese nahe Kap Merkus. Zusätzlich wurde eine Reihe von Beobachtungsposten eingerichtet, die sich in kleineren Dörfern, strategisch wichtigen Punkten auf der Halbinsel und einigen vorgelagerten Inseln befanden. Umtingalu wurde von einem kleinen Trupp amerikanischer Soldaten gesichert, die auch einen Verbindungspfad von dort zur Hauptverteidigungslinie anlegten.

### Japanische Reaktion
Der Befehlshaber der japanischen 17. Division, Generalleutnant Sakai Yasushi befahl unmittelbar, nachdem er über die dortigen Landungen informiert worden war, die Verstärkung der Truppen bei Arawe. Er hielt sie aber nicht für den erwarteten Hauptangriff auf Westneubritannien. Komori erhielt die Anweisung, den Marsch seiner Truppen zu beschleunigen. Das 1. Bataillon, 141. Infanterieregiment, stationiert bei Kap Bushing, 64 km östlich von Arawe an der Südküste Neubritanniens, wurde ebenfalls in Marsch gesetzt, um den Angriff zurückzuschlagen. Das Bataillon ließ beim Abmarsch eine seiner Infanteriekompanien als Deckungstruppe zurück. Komori erhielt den Befehl über alle bei Arawe eingesetzten Truppen, die als Kampfgruppe Komori bezeichnet wurden. Das im ersten Abschnitt über See verlegte Bataillon des 141. Infanterieregiments landete in der Nacht des 18. Dezember bei dem Dorf Omoi und ging von dort aus über Land weiter vor, um Komori bei Didmop zu treffen. Für die elf Kilometer lange Strecke benötigte das Bataillon insgesamt acht Tage, da es sich häufiger verirrte und den Marsch unterbrach, sobald amerikanische Truppen in der Nähe vermutet wurden. Komori war bereits am 19. Dezember in Didmop eingetroffen und integrierte die dort von Umtingalu aus eintreffenden Soldaten in seine Einheit. Aus den Berichten dieser Soldaten schloss er, dass die Zahl der feindlichen Kräfte bei Arawe deutlich überschätzt worden war, weshalb er sich am 20. Dezember zu einem Gegenangriff auf deren Stellungen entschloss.

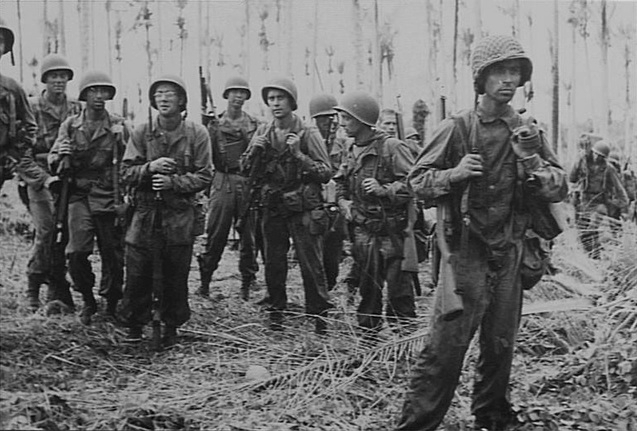
Amerikanische Soldaten nach einer Patrouille, Dezember 1943

Nach der Einrichtung des Brückenkopfs schickte die Director Task Force eine Reihe von Aufklärungspatrouillen in den umgebenden Dschungel. Cunningham hatte den Auftrag, Informationen über die japanischen Positionen in Westneuguinea zu sammeln, weshalb er am 17. Dezember einen Stoßtrupp in zwei Landungsbooten nach Westen schickte, um das Gebiet am Fluss Itni zu erkunden. Bei Kap Peiho, 32 km westlich von Arawe traf dieser Trupp am 18. Dezember auf acht japanische Lastkähne, die Teile des 1. Bataillons des 141. Infanterieregiments transportierten. Nach einem kurzen Feuergefecht mussten die Amerikaner ihre Landungsboots aufgeben und entlang der Küste nach Arawe zurückkehren. Am selben Tag kamen auch nahe Umtingalu fahrende Landungsboote unter Beschuss von japanischen Transportkähnen, konnten sich aber zurückziehen. Weitere Lastkähne wurden am 23. Dezember bei Arawe gesichtet. Da er den Angriff starker Feindverbände auf seine Positionen fürchtete, fragte Cunningham am 24. Dezember bei Krueger an, ob das 2nd Battalion des 158th Infantry Regiment angelandet und seinem Kommando unterstellt werden könne. Krueger genehmigte dies und schickte drei der vier Bataillonskompanien nach Arawe. Die erste traf am 27. Dezember ein, die anderen beiden Anfang Januar.
Nach der Reorganisation seiner Kräfte, während er auf das 1. Bataillon wartete, begann Komori am 24. Dezember auf Arawe vorzurücken. Er erreichte in den Morgenstunden des folgenden Tags das nördlich gelegene Flugfeld. Am selben Morgen gelang es Teilen seiner Einheit, zwei in Lkw transportierte und etwa zugstarke Stoßtrupps nordöstlich von Umtingalu in einen Hinterhalt zu locken. Die Trupps zogen sich in das Dorf zurück und verstärkten die bereits dort befindlichen Truppen. Den Tag über wehrten sie wiederholte Versuche der Japaner ab, den Ort zu umfassen, und töteten dabei mindestens drei von ihnen. Da Cunningham diese für die Vorhut einer weit größeren Feindeinheit hielt, die von Gasmata anrücke, gab er den Ort schließlich auf und zog die Soldaten hinter seine Hauptverteidigungslinie zurück. Gegen 22:30 Uhr griffen etwa 50 Japaner diese an. Während sie zunächst an mehreren Stellen durchbrechen und einige Verteidigungsnester ausräumen konnten, wurden sie schließlich durch Mörserfeuer zurückgeschlagen. Die Amerikaner verzeichneten einen Toten und acht Verwundete und schätzten, dass sie zwölf Japaner getroffen hatten.
In den Nächten des 26. und 27. Dezember griffen jeweils 15 Soldaten den östlichen Eckpunkt der Verteidigungslinie an. Sie verursachten nur geringe Verluste und konnten beide durch den Beschuss aus leichten Mörsern abgewehrt werden. Am 28. Dezember schickte Cunningham einen etwa kompaniegroßen Trupp in Richtung Umtingalu, der sich aber wieder zurückzog, nachdem er unter Beschuss von leichten Mörsern und Scharfschützen geraten war. Eine weitere, nach Westen vorgehende Patrouille verlor sechs Mann durch Gewehr- und Maschinengewehrfeuer, bevor auch sie sich zurückzog. Am selben Tag schickte Komori einen Trupp aus zwanzig bis dreißig Soldaten aus, um die amerikanischen Mörserstellungen auszuschalten. Die Soldaten umgingen die Verteidigungslinie im Westen, indem sie durch den dortigen Sumpf wateten, wurden aber entdeckt, bevor sie wieder trockenes Land erreichten. Die Amerikaner gingen daraufhin gegen diesen Trupp vor und töteten durch Gewehr- und Mörserfeuer 17 Angreifer.
Das 1. Bataillon traf am Nachmittag des 29. Dezember im Gebiet von Arawe ein. Anfang Januar führte es eine Reihe von erfolglosen, kleineren Attacken gegen die Amerikaner, bevor es sich auf Positionen 350 bis 500 Meter nördlich von deren Stellungen zurückzog. Sie errichteten dort ein Netz flacher Schützengräben und Schützenlöcher, die im Gelände schwer auszumachen waren. Die etwa 100 an dieser Linie positionierten Japaner verlegten mitsamt ihren sechs Maschinengewehren regelmäßig, um den amerikanischen Mörsern und der Artillerie kein Ziel zu bieten.

### Amerikanischer Gegenangriff

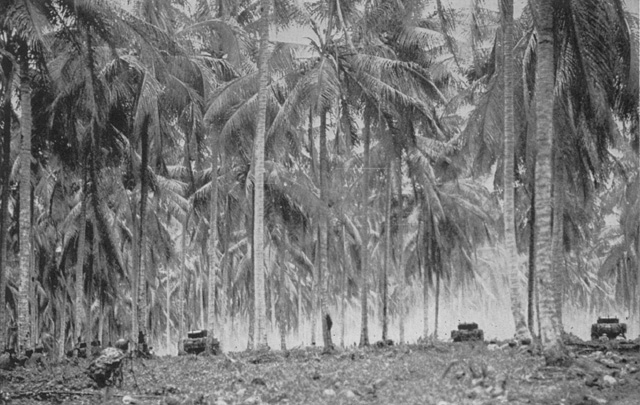
Panzer des USMC unterstützen einen Vorstoß der US Army, 16. Januar 1944

Ein amerikanischer Stoßtrupp lokalisierte die japanischen Verteidigungsstellungen am 1. Januar 1944. Eine noch am selben Morgen gegen diese entsandte Kompanie musste sich unter schwerem Feuer bei drei Toten und 15 Verwundeten zurückziehen. Am 4. Januar wurde ein weiterer Angriff durch die Japaner abgewiesen, wobei drei Amerikaner fielen und 21 Verwundungen erlitten. Dieser Angriff war ohne Artillerieunterstützung erfolgt, um einen möglichen Überraschungseffekt auszunutzen. Zusätzlich sollten mehrere Landungsboote einen Scheinangriff auf Umtingalu durchführen. Weitere Angriffe am 6., 7. und 11. Januar erbrachten ebenfalls keinen Durchbruch, die Amerikaner konnten sich lediglich ein ungefähres Bild von Struktur und Stärke der japanischen Verteidigungen machen. Cunningham und seine Stabsoffiziere führten diese Angriffe nur in eingeschränktem Maßstab durch, da sie nach ihrem Verständnis die Missionsziele bei Arawe bereits erreicht hatten und unnötige Verluste vermeiden wollten.
Am 6. Januar forderte Cunningham weitere Verstärkungen an, darunter Panzer, um die japanischen Linien vielleicht doch durchbrechen zu können. Krueger genehmigte auch diese und schickte die F Company des 158th Infantry Regiment und die B Company des 1st Tank Battalion des United States Marine Corps (USMC), die am 10. beziehungsweise 12. Januar eintrafen. Am 13. und 15. trainierten die Panzer und zwei Kompanien des 158th Infantry Regiment das Gefecht der verbundenen Waffen, während Stoßtrupps des 112th Cavalry Regiment weiter die japanischen Stellungen auskundschafteten. Zu diesem Zeitpunkt hatte die Kampfgruppe Komori Verluste von 65 Toten, 75 Verwundeten und 14 Vermissten zu verzeichnen, die sie bei ihren eigenen Offensivaktionen und durch die Angriffe der Amerikaner erlitten hatte. Zusätzlich litt sie unter Versorgungsengpässen und einem Ausbruch von Dysenterie in ihren Reihen.
Am 16. Januar erfolgte der Großangriff der Director Task Force auf die japanischen Stellungen. Am Morgen hatte eine Staffel schwerer Consolidated-B-24-Bomber 136 je 450 kg schwere Bomben über diesen abgeworfen, während 20 B-25 über dem Gebiet streiften und Ziele nach Sicht angriffen. Nach schwerem Vorbereitungsfeuer durch Artillerie und Mörser gingen die amerikanischen Panzer gemeinsam mit zwei Kompanien des 158th Infantry und einer Kompanie des 112th Cavalry Regiment auf den Feind vor. Die Panzer fungierten als Speerspitze, jeweils gefolgt von einem Trupp Infanterie. Die Truppen des Infanterieregiments und drei Panzer wurden zunächst in Reserve gehalten, gegen 12 Uhr aber zur Ausräumung umgangener japanischer Positionen in Marsch gesetzt. Gegen 16 Uhr hatte der Angriff sein Ziel – die Ausschaltung der japanischen Verteidigungslinie – erreicht, und Cunningham befahl den Rückzug auf die eigenen Linien. Zwei nicht mehr fahrtüchtige Panzer wurden vorher von ihren Besatzungen gesprengt. Amerikanische Pioniere gingen am Folgetag daran, die japanischen Befestigungen zu zerstören. Die Amerikaner gingen davon aus, bei dem Gefecht 139 Japaner getötet zu haben, während sie selbst 22 Gefallene und 64 Verwundete verzeichneten.
Nach dem Angriff zog Komori seine Truppen auf das Flugfeld hin zurück, um dieses zu verteidigen. Da dieses in den Plänen der Amerikaner keine Rolle spielte, gingen sie nicht gegen es vor, weshalb es in den folgenden Wochen nur zu zufälligen Gefechten mit patrouillierenden Stoßtrupps oder gelegentlichen Hinterhalten beider Seiten kam. Die Nachschubprobleme, auch was Nahrungsmittel angingen, begünstigten die Ausbreitung von Krankheiten unter den Japanern. Versuche, Nachschub über See zu liefern, wurden häufig von PT-Schnellbooten vereitelt, und Komoris Kampfgruppe verfügte nicht über genügend Träger, um ausreichend Nachschub über Land herbeizuschaffen. Komori kam aus diesen Gründen zu dem Schluss, dass die Anwesenheit seiner Truppen keinen Zweck erfülle, und informierte seine Vorgesetzten am 8. Februar, dass sie durch die Nachschubprobleme ausgeschaltet zu werden drohe. Diese befahlen, die Positionen trotzdem weiter zu halten, und versuchten, sie durch zwei Erwähnungen ihrer Verteidigungsleistungen rund um das Flugfeld zu motivieren.

## Folgen

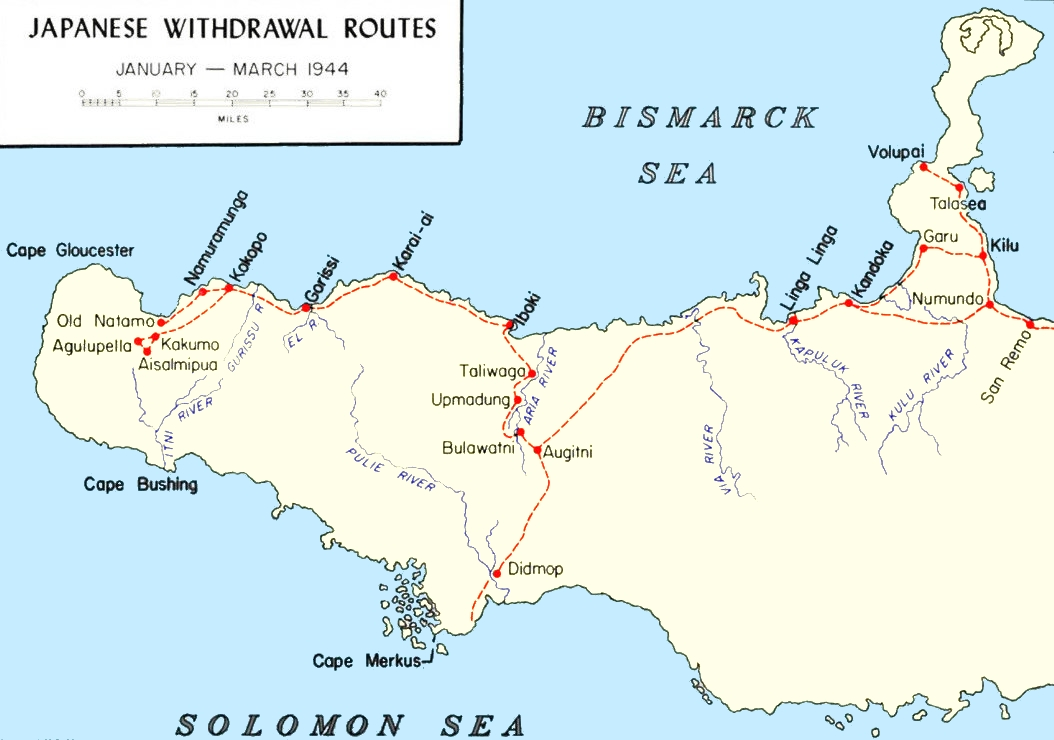
Rückzugsrouten der japanischen Streitkräfte aus dem westlichen Neubritannien

Die Landung der 1st Marine Division am 26. Dezember bei Kap Gloucester verlief erfolgreich. Die Marineinfanteristen konnten die dortigen Flugfelder – das Hauptziel der Landung – am 29. Dezember gegen nur leichten japanischen Widerstand erobern. In den ersten beiden Januarwochen kam es zu schweren Gefechten, als sie die Ausweitung ihres Brückenkopfes nach Süden und Osten angingen, um die Borger-Bucht zu sichern. Nachdem dies gelungen war, kam es zu nur noch gelegentlichen und leichten Begegnungen mit den Japanern, woraufhin Stoßtrupps das Gebiet intensiv durchkämmten, um den Hauptkörper der japanischen Einheiten zu lokalisieren. Am 16. Februar trafen bei dem Dorf Gilnit erstmals Stoßtrupps von Kap Gloucester und Arawe aufeinander. Am 23. Februar erhielten die japanischen Verbände bei Kap Gloucester den Befehl, sich nach Rabaul zurückzuziehen.
Am Folgetag, den 24. Februar erging derselbe Befehl an Komori als Teil des generellen Rückzugs der Japaner aus Westneubritannien. Sie begannen unmittelbar aus ihren Positionen nach Norden abzuziehen, um sich über die dortigen Wege mit anderen Einheiten zusammenzuschließen. Die Amerikaner wurden des Rückzugs nicht vor dem 27. Februar gewahr, als ein Angriff bei Arawe ins Leere lief. Die Director Task Force richtete daraufhin weitere Beobachtungsposten entlang der Küste ein und vergrößerte den Radius ihrer Patrouillen. Komori fiel mit seinem Stabsoffizier und zwei Soldaten hinter den Hauptkörper seiner Truppen zurück und wurde am 9. April bei San Remo in einem Hinterhalt des 2nd Battalion, 5th Marines getötet.
Die japanischen Truppen bei Arawe hatten schwerere Verluste zu verzeichnen als ihre alliierten Gegner. Die Director Task Force verlor zwischen dem 15. Dezember und dem Ende der größeren Gefechtsoperationen 118 Tote, 352 Verwundete und vier Vermisste. Die meisten dieser Verluste hatte mit 72 Gefallenen, 142 Verwundeten und den vier Vermissten das 112th Cavalry Regiment zu verzeichnen. Auf japanischer Seite starben 304 Mann, drei gerieten in Kriegsgefangenschaft.
In der Zeit unmittelbar nach dem japanischen Rückzug verblieb die Director Task Force zunächst bei Arawe. Generellen Richtlinien folgend, verstärkte sie ihre Verteidigungsstellungen und ging zu allgemeinen Ausbildungsmaßnahmen über. Einige Soldaten erhielten Fronturlaub in Australien oder Heimaturlaub in den Vereinigten Staaten. Patrouillen durchstreiften weiterhin das Gebiet auf der Suche nach versprengten Japanern. Im April 1944 trafen Teile der 40th Infantry Division ein, um die Besatzung der Gegend zu übernehmen. Anfang Juni erfolgte der Marschbefehl nach Neuguinea an das 112th Cavalry Regiment, wodurch die Director Task Force aufgelöst wurde. Ab 8. Juni schiffte es ein und legte in Richtung Aitape auf Neuguinea ab, wo es später in der Schlacht am Driniumor kämpfte. Die 40th Infantry Division verblieb bis zum November 1944 bei Arawe, als sie von der australischen 5th Division abgelöst wurde.
Historiker sind sich uneins darüber, ob die Kämpfe bei Arawe aus alliierter Sicht gerechtfertigt waren. Die offizielle Geschichtsschreibung des USMC kommt zu dem Schluss, dass die Bindung zweier erfahrener japanischer Bataillone bei Arawe die Landung bei Kap Gloucester erleichtert habe. Samuel Eliot Morison schlussfolgert im Gegensatz dazu in seiner History of United States Naval Operations in World War II, dass Arawe nur geringen Wert bewiesen habe, da die Alliierten die Möglichkeit des natürlichen Hafens nicht genutzt hätten und die in Garnison stationierten Kräfte andernorts sinnvoller hätten eingesetzt werden können. Die offizielle Geschichtsschreibung der US Army folgerte, dass die Landungen von Arawe und Kap Gloucester möglicherweise zwar nicht nötig gewesen seien, um Rabaul auszuschalten oder auf die Philippinen vorzurücken, sie aber doch gewisse Vorteile gebracht hätten und es zu keinen ungewöhnlich hohen Verlusten gekommen sei.